# باربرا أ. كولفيلد
باربرا أ. كولفيلد (بالإنجليزية: Barbara A. Caulfield)‏ هي قاضية ومحامية أمريكية، ولدت في 2 ديسمبر 1947 في أوك بارك في الولايات المتحدة، وتوفيت في 19 نوفمبر 2010.